# Zuul
Zuul crurivastator
Genre
Espèce
Zuul est un genre de dinosaures de la famille des Ankylosauridés, datant du Campanien (il y a environ 75 millions d'années), au Crétacé supérieur. On n'en connaît qu'une espèce, l'espèce type Zuul crurivastator décrite en 2017 par des chercheurs du Musée royal de l'Ontario.

## Histoire de la découverte
Le fossile de Zuul, très complet, a été découvert en 2014 dans une mine du Nord du Montana située dans les badlands de la formation de Judith River. Le nom Zuul provient d’un monstre de fiction, serviteur du dieu sumérien Gozer, apparaissant dans le film Ghostbusters (1984) (SOS Fantômes en Français), en raison d’une certaine analogie d’apparence entre ce monstre et l’ankylosaure. Le nom d’espèce, crurivastator, du latin cruri (tibia) et vastator (destructeur) fait référence au mode de défense supposé de Zuul, qui pouvait se servir de sa massue caudale pour repousser ses prédateurs ou ses rivaux en les frappant au niveau des pattes postérieures.

## Description
| - Comparaison de différentes queues d'ankylosaurinés (dont Zuul en a). La barre horizontale noire représente 20 cm. - Queue de Zuul crurivastator, ornée d'une massue caudale. |

Le fossile présente la particularité d’être remarquablement bien préservé en comparaison des autres ankylosauridés existants, puisque son crâne et sa queue sont complets.
Zuul crurivastator mesurait environ six mètres de long et sa masse est estimée à 2 500 kg. Des tissus mous  ont été préservés, ainsi que des ostéodermes et des impressions de peau. L’animal disposait d’un museau plutôt court et arrondi, un crâne protégé par une ossature épaisse et des cornes en arrière des yeux qui venaient renforcer ce dispositif défensif. La queue mesurait environ trois mètres de long, soit bien plus que celles de la plupart des ankylosaurinés (voir figure). Elle est hérissée de pointes osseuses latérales et terminée par une massue osseuse, à l’instar de celles des autres ankylosauridés. Des impressions de peau sont visibles sur la queue. Zuul crurivastator évoluait dans un environnement peuplé notamment de tortues, de Crocodyliformes, et d’autres dinosaures tels des hadrosauridés et des théropodes.

## Phylogénie
L'analyse phylogénétique place Zuul au sein des Ankylosauridae, des Ankylosaurinae, et des Ankylosaurini. Au sein des Ankylosaurini, il est le groupe frère de Dyoplosaurus, proche de Scolosaurus, d'Anodontosaurus et, dans une moindre mesure, d’Euoplocephalus et Ziapelta. Il a vécu au Crétacé supérieur, au cours de ce qui semble avoir été une période d'intense diversification des Ankylosauridae.